# Anton Steiner
Anton "Jimmy" Steiner (född 20 september 1958) är en tidigare österrikisk alpin skidåkare. Han föddes i Lienz, Tyrolen.

## Resultat
Olympiska vinterspelen 1980 in Lake Placid:
- sjua i slalom

Olympiska vinterspelen 1984 i Sarajevo:
- Brons i störtlopp

Olympiska vinterspelen 1988 i Calgary:
- sjua i störtlopp

Världsmästerskapen i alpin skidåkning 1978 in Garmisch-Partenkirchen:
- fjärde i slalom
- fjortonde i storslalom

Världsmästerskapen i alpin skidåkning 1982 in Schladming:
- Brons i kombination

Världsmästerskapen i alpin skidåkning 1987 in Crans-Montana:
- fjortonde i kombination

2 världscupsegrar i störtlopp 1986 då han slutade åtta i störtloppscupen.
3 världscupsegrar i kombination